# 華北
華北（かほく、North China）とは、中国北部地域の呼称である。華北平原とは、多分に重なっているが、必ずしも完全に一致しない。

## 概要

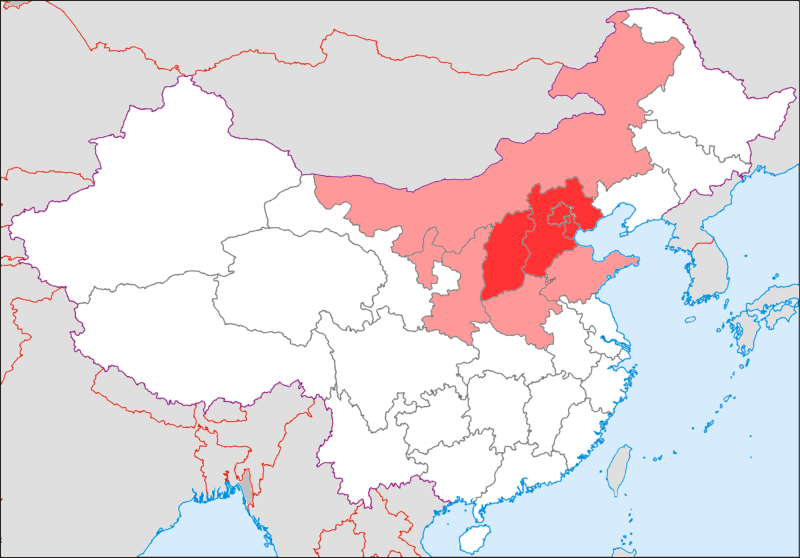
華北地域

地域としては、おおよそ淮河以北のことを指すことが多いようである。その逆で、淮河以南を華南と総称する。場合によってはさらに細かく分け、淮河一帯（黄河と長江の間の地域）を華中とし、黄河以北を華北、長江以南を華南とする場合も存在する。なお、現在の中国の行政区分にはこれらの呼称はないが、歴史物語などで多く使用されているため、今でも言葉が残っている。かつて、第二次世界大戦頃まで日本国内では同地域を北支（ほくし）、北支那（きたしな）などの名称で呼んでいた。
淮河以北、とくに黄河以北においては古くから異民族の領地と境界を接しているため、万里の長城に代表される、対異民族用の防衛線が多くある。しかし、華北の北にいる異民族は主に遊牧騎馬民族であり、彼らは乗馬に長けた騎兵として戦術、戦闘能力ともに優れていたため、この華北は異民族がたびたび侵入、国家を作ることがあった。華北において最大面積を持つ内モンゴル自治区も歴史上多数の対立があって現在に至る。
平原地帯では古くから粟や麦が栽培され、日本でも有名な水ギョーザ（餃子）やマントウ（饅頭）などの中華料理を生み出した。八大料理のうちでは、山東料理系統に属すものが伝統的に食べられている。太平天国の乱で華北の政府軍が華南に進んだとき、麦しか食べ慣れぬ政府軍兵士が長江流域の穀倉地帯で使いものにならなくなったというエピソードがある。現代の華北では農業技術の発達によって米の粒食がふつうに行われ、華北でも米食の比重が高くなりつつある。
言語の上では、華北では、基本的に官話方言（晋方言を含む）が用いられている。

## 相当する一級行政区画
- 河北省
- 山西省
- 内モンゴル自治区（一部のみ）
- 北京市
- 天津市